# Oxypetalum argentinum
Oxypetalum argentinum är en oleanderväxtart som beskrevs av Gustaf Oskar Andersson Malme. Oxypetalum argentinum ingår i släktet Oxypetalum och familjen oleanderväxter. Inga underarter finns listade i Catalogue of Life.